# Promachus ruepelli
Promachus ruepelli är en tvåvingeart som beskrevs av Friedrich Hermann Loew 1854. Promachus ruepelli ingår i släktet Promachus och familjen rovflugor. Inga underarter finns listade i Catalogue of Life.